# Le Château intérieur
Le Château intérieur ou Le Livre des demeures  est une œuvre de Thérèse d'Avila qui a joué un rôle majeur dans la spiritualité chrétienne et dans l'expérience mystique de l'Occident. La carmélite Thérèse de Jésus, future sainte Thérèse d'Avila, rédige entre le 2 juillet et le 29 novembre 1577 ce texte initialement intitulé ((es)) Las Moradas (« Les Demeures »). Il est finalement publié sous le titre Castillo interior (« Le Château intérieur »).
L'image du château renvoie à l'âme qui doit passer par des stades successifs pour atteindre la perfection. Ces stades correspondent aux sept demeures du château, dans lesquelles l'âme se perfectionne graduellement avant d'atteindre l'ultime, où se trouve Dieu. L'oraison de recueillement, l'ascèse, la prière et la méditation sont les portes d'entrées du château qui permettent d'accéder à l'extase du pur amour, au mariage spirituel, à l'union divine.
Cet ouvrage est publié et traduit quelques années après la mort de son auteur. Il est régulièrement réédité et retraduit jusqu'à nos jours. Lors du procès canonique qui amène l’Église catholique à proclamer Thérèse d'Avila docteur de l’Église, Le Château intérieur est défini comme « la plus importante de ses œuvres et même de toute la mystique chrétienne ».

## Historique

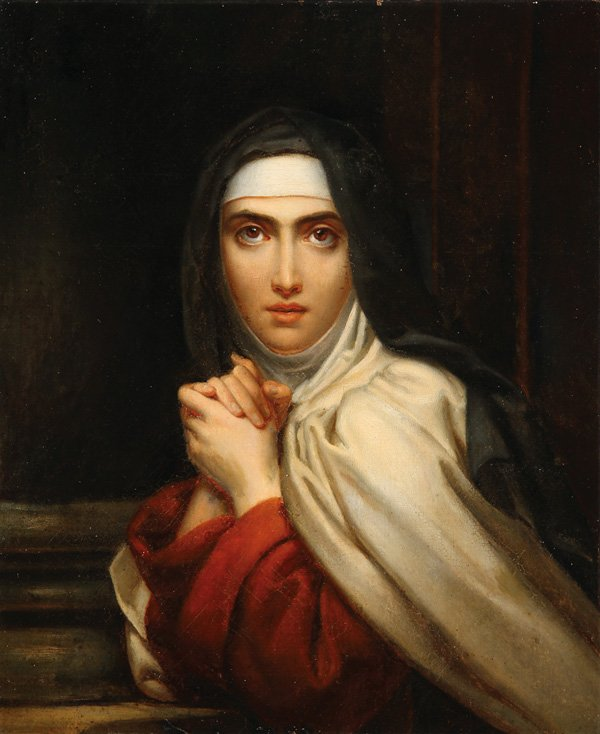
Thérèse d'Ávila, par François Gérard, 1827. Infirmerie Marie-Thérèse, Paris.

### Le contexte
Thérèse d’Avila, âgée de 62 ans, a débuté la réforme du Carmel depuis 15 années
Son premier ouvrage le Livre de la vie a été rédigé 10 ans plus tôt, en 1567, mais il est toujours bloqué par l'inquisition espagnole et ne peut être diffusé (dans les couvents de carmélites). Le Père Jérôme Gratien, lors d'une visite l'invite à réécrire ce livre et à le compléter. Le confesseur de Thérèse, le père Velasques, abonde dans ce sens et lui donne « l'ordre » de rédiger un nouveau traité. Thérèse hésite, ne sachant que dire de plus qu'elle n'a déjà écrit, mais par obéissance, elle débute la rédaction d'un nouvel ouvrage en précisant sur la préface : « Je commence donc à exécuter ce qu’elle me prescrit (l’obéissance), aujourd’hui, fête de la très sainte Trinité de l’année 1577, en ce monastère de Saint-Joseph du carmel de Tolède, où je me trouve actuellement. »,.
Thérèse d'Avila connaît de nombreux problèmes de santé qui l'amènent à souffrir beaucoup. Elle dit elle-même : « Ma tête est si faible et il s’y fait un tel bruit que j’ai déjà bien de la peine à écrire pour les affaires indispensables. ». De plus, sa réforme, en butte à une opposition croissante de certains membres de l'Ordre du Carmel, est menacée : elle est consignée dans son couvent par ses supérieurs (et interdite de fonder de nouveaux couvents), et quelques mois plus tard Jean de la Croix (son principal soutien) sera arrêté et incarcéré,. C'est dans un contexte difficile que la Madré va réussir à rédiger son « chef d’œuvre spirituel » en moins de six mois.
Certains commentateurs estiment que Thérèse se trouve alors « établie dans la Septième Demeure » et qu'elle va rédiger cette œuvre « en relisant sa vie depuis ce sommet ».

### La rédaction de l’œuvre

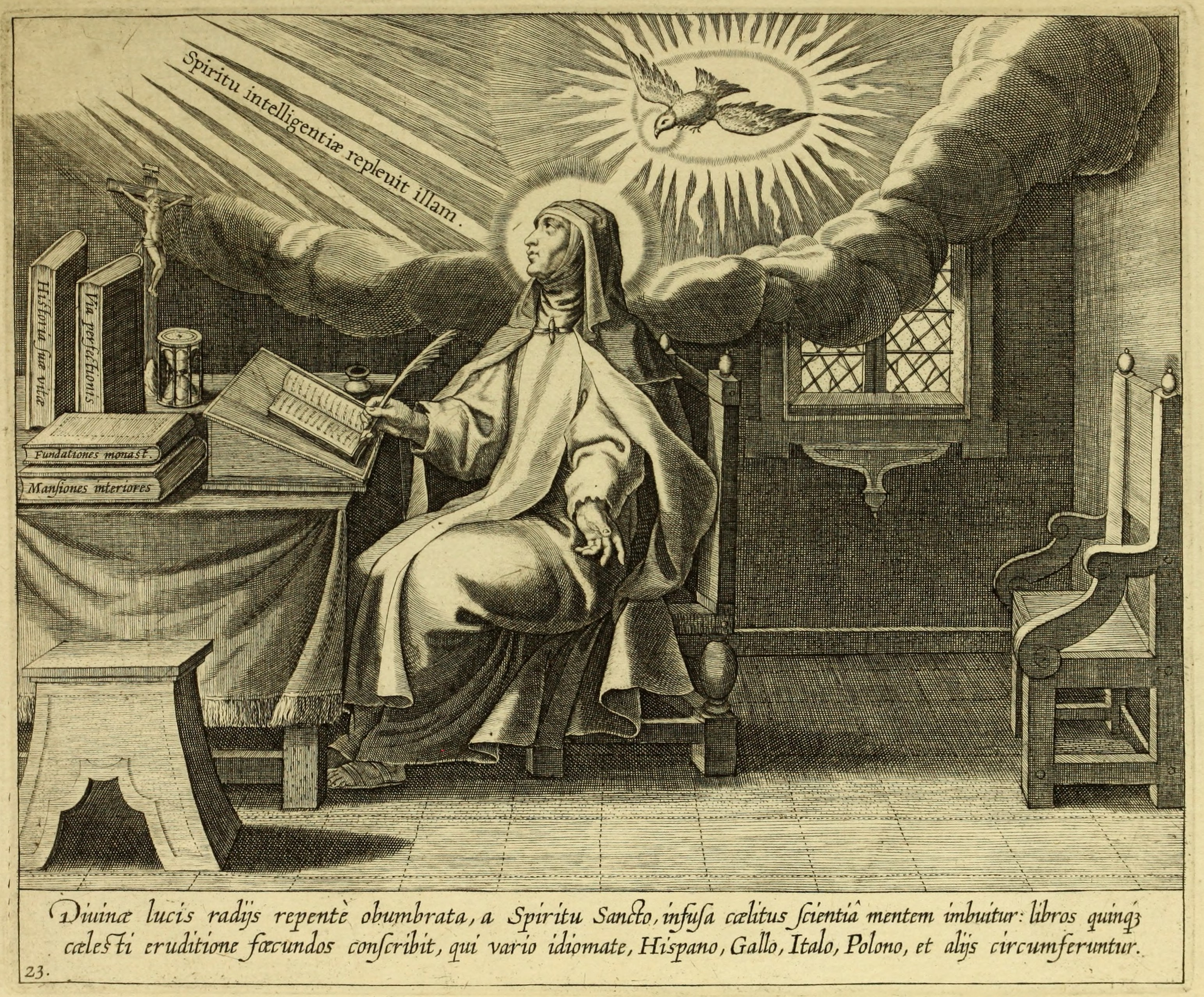
Gravure du XVII représentant Thérèse d'Avila inspirée par l'Esprit-Saint lors de l'écriture de son ouvrage.

La période de rédaction de l’œuvre est connue avec précision : Thérèse elle-même donne les dates sur la première et la dernière page de son manuscrit (du 2 juin 1577 au 29 novembre 1577, soit à peine six mois). C'est l'ouvrage rédigé dans le délai le plus court par Thérèse. D'autant que l'auteur a suspendu sa rédaction au moins deux fois. C'est pourquoi certains estiment que la rédaction de l’œuvre s'est déroulée sur deux mois environ. Thérèse destine ce livre aux religieuses carmélites déchaussées. Mais très vite son ouvrage sera imprimé, diffusé et recherché par de nombreuses personnes (laïcs) en quête de cheminement intérieur.
Deux religieuses ont affirmé avoir vu Thérèse « en extase » durant l'écriture de son manuscrit. Une carmélite, sœur Marie de Saint François, a déposé lors du procès en béatification de Thérèse, que, lorsqu'elle interrompait Thérèse (en entrant dans sa cellule pour lui poser une question) alors qu'elle écrivait ce livre, la madre lui disait « Asseyez-vous un moment ma sœur. Permettez que j'écrive ce que Notre-Seigneur vient de me suggérer, de peur que je ne l'oublie ». Puis quand Thérèse avait répondu à sa question, Thérèse reprenait une écriture rapide. Ces témoignages ont amené de nombreux religieux à estimer que « Thérèse a rédigé son œuvre sous la motion de l'Esprit-Saint »,.
Pour de nombreux commentateurs, dont Didier-Marie Golay, cette œuvre est un « autoportrait spirituel » de Thérèse qu'elle rédige d'après sa propre expérience naturelle et surnaturelle, expliquant ainsi à ses lecteurs « comment ils doivent se comporter » dans leur propre cheminement spirituel.

### Le manuscrit original
Le livre achevé, Thérèse estime « bien employée la peine qu’il lui a coûté [à écrire le livre], peine d’ailleurs bien légère ».
Le manuscrit original est révisé (à la demande de Thérèse) par le père Diego de Yanguas (dominicain), ainsi que par le père Gratien. Le père Rodrigo Alvarez relit (à la demande de Thérèse) le passage concernant la septième demeure, puis il écrit une approbation élogieuse sur la dernière page du manuscrit. Cette version originale est confiée à Mère Marie de Saint Joseph, prieure du couvent de Ségovie.
Le père Gratien réalise une copie manuscrite de l'ouvrage original. Sa copie (disparue durant un siècle) est remise au couvent des carmes de Cordoue en 1715. Le manuscrit original est offert, par le père Gratien à Pedro Cerezo Pardo (un bienfaiteur de l'Ordre) afin de le remercier de toute l'aide précieuse qu'il leur avait apportée. Lorsque la fille unique de Pedro Cerezo Pardo entre au carmel de Séville, en 1618, elle rapporte le précieux manuscrit et en fait don au Carmel. Après cette date, l'ouvrage ne quittera plus que très ponctuellement le couvent :
- en 1622, à l'occasion des fêtes de canonisation de sainte Thérèse, le livre est porté en procession dans les rues de Séville.
- en 1961, l'ouvrage est envoyé à Rome pour une restauration par l'Istituto Ristauro Scientifico del libro du Vatican et l'Istituto di Patologia del libro d'Italie.

De retour à Séville en 1962, le manuscrit est déposé dans le couvent des carmélites déchaussées de Séville. Un reliquaire spécial représentant les murailles d’Avila a été réalisé pour mettre en valeur l'ouvrage,.
À ce jour, l'ouvrage autographe des Demeures est toujours conservé dans ce monastère. Il est un des rares grands ouvrages thérésiens (originaux) à ne pas avoir été déposé dans la bibliothèque royale de l'Escurial, mais conservé par l'Ordre du Carmel.

### Les éditions de l’œuvre
La première publication officielle de l’œuvre, est réalisée par le théologien Luis de León en 1588 dans l'édition princeps. Cette édition comporte les ouvrages suivants : Le Livre de la vie, le Chemin de perfection, le Château intérieur, et quelques autres écrits mineurs (Relations, Exclamations, Avis spirituels). Cette édition est financée en partie par Jean de Brétigny (un gentilhomme français), qui dès 1598 débute la traduction de l’œuvre. L'ouvrage est relu par le père Guillaume de Cheure, et publié en 1601 à Paris, en trois volumes (le Château intérieur correspondant au volume III). Une publication en Italie avait eu lieu juste avant. D'autres traductions (et publications) sont faites en France en 1630, puis 1644 et 1670.
À la fin du XIXe siècle, Marcel Bouix, jésuite, consulte les manuscrits originaux et retraduit l'ensemble des œuvres.
Aujourd'hui, il existe trois traductions françaises principales des œuvres thérésiennes :
- traduction du père Grégoire de Saint Joseph (aux éditions du Seuil[12])
- traduction de Marcelle Auclair (Éditions Desclée de Brouwer[13])
- traduction des Carmélites de Clamart[N 10] (éditions du Cerf[14])

## Présentation de l’œuvre

### Les images symboliques de l'âme

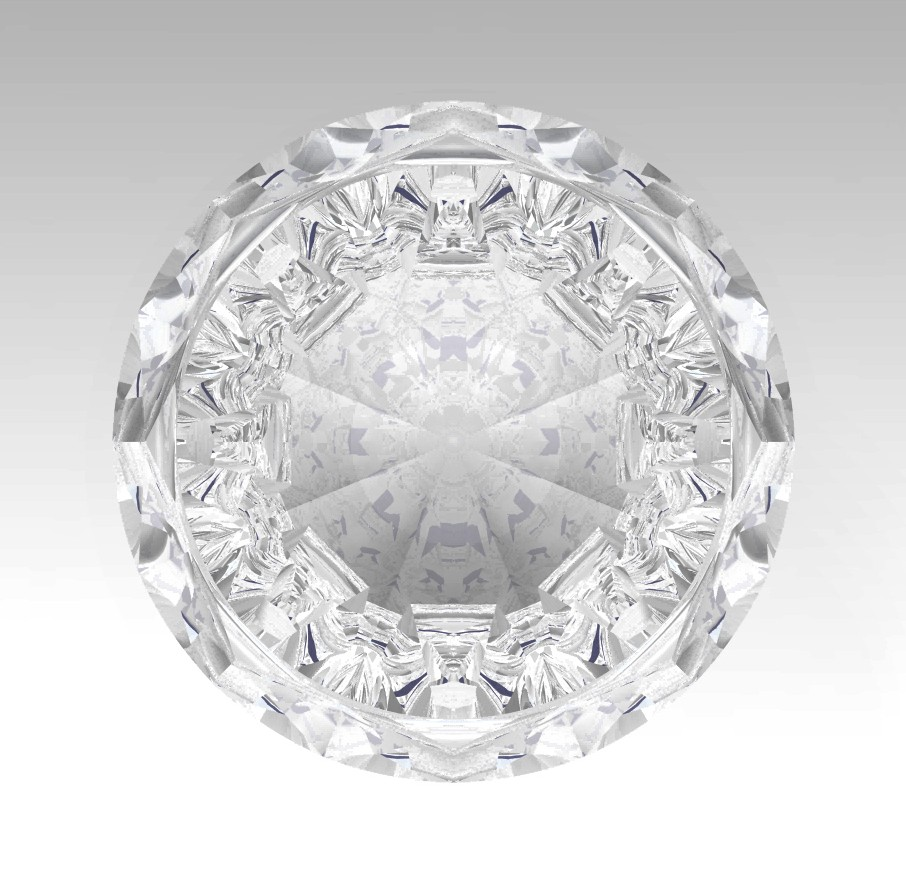
Diamant taillé symbolisant l'image de l'âme, que Dieu éclaire depuis son centre.

L'ouvrage mystique se veut autant une description de la structure de l'âme que le cheminement du chrétien jusqu'à son centre le plus intime, « à la rencontre de Dieu ». Thérèse écrit au début de son ouvrage : « Voici ce qui s’est présenté à mon esprit. J’en ferai le fondement de ce que je vais dire. Nous pouvons considérer notre âme comme un château, fait d’un seul diamant ou d’un cristal parfaitement limpide, et dans lequel il y a beaucoup d’appartements, comme dans le ciel il y a bien des demeures. Et en effet ; mes sœurs, si nous y réfléchissons bien, l’âme du juste n’est autre chose qu’un paradis où le Seigneur, comme il nous l’assure lui-même, prend ses délices ».
Thérèse  utilise deux images pour décrire l'âme :
- Le diamant (ou cristal) très pur, constitué d'une multitude de demeures encastrées les unes dans les autres (un peu comme des poupées russes, la demeure centrale, la plus intime étant habitée par Dieu.
- Un château (Thérèse utilise aussi bien la métaphore du château fort, que du palais richement décoré[16]), composé lui aussi de demeures successives (et concentriques), la demeure centrale, la plus belle, étant habitée par « le roi »[N 13].

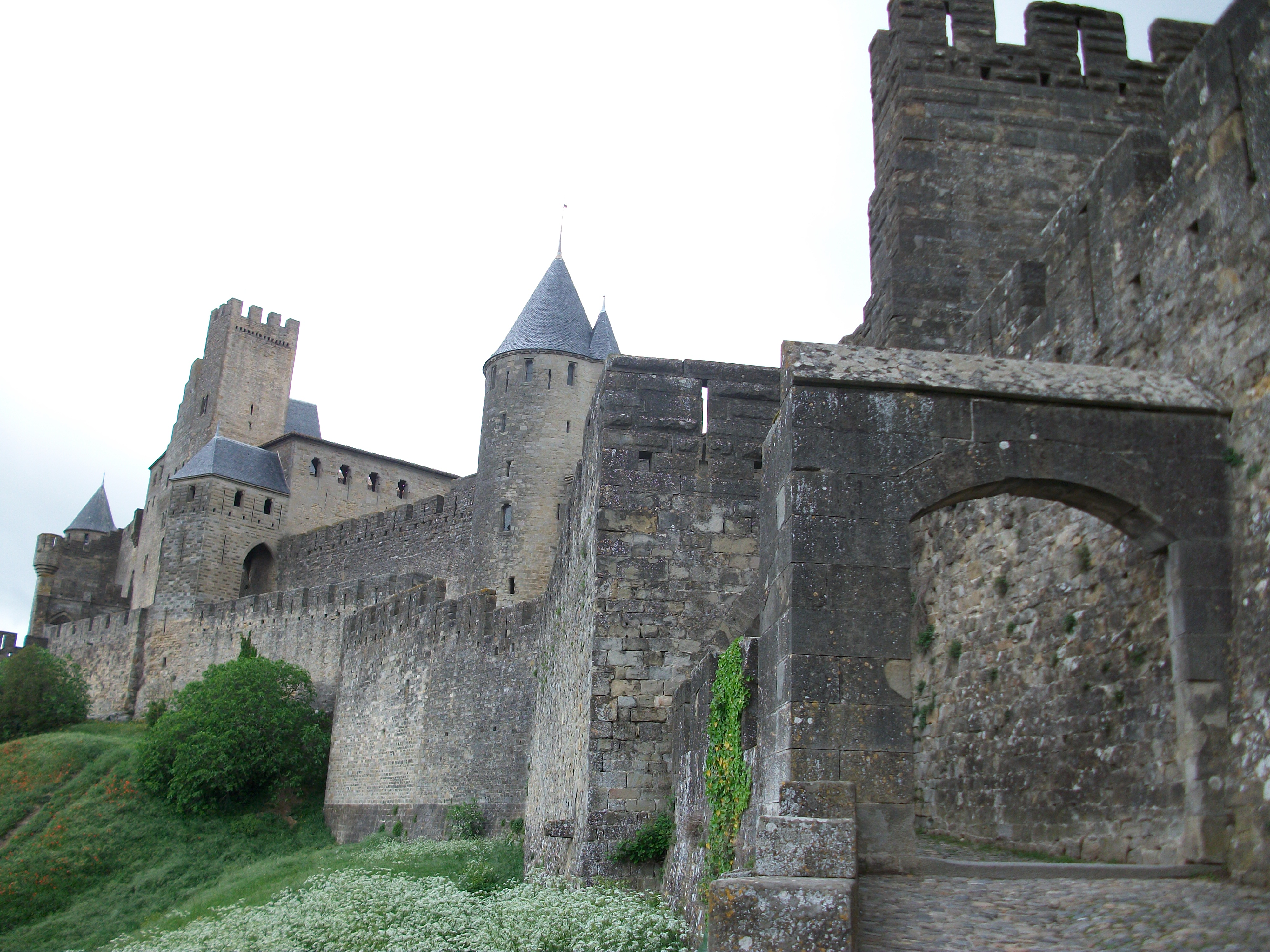
Château de Carcassonne, exemple emblématique du château médiéval.

Thérèse présente Dieu et l'Homme en relation mutuelle : Dieu « vit, agit et se communique à l'âme », et l'homme en chemin dans « une aventure spirituelle », qui entre en relation avec Dieu à travers l'Oraison silencieuse. Ce chemin se fait en différentes étapes, en différents lieux que Thérèse nomme « demeures ». Thérèse découpe son ouvrage et son cheminement en « sept demeures », mais elle précise que chacune d'elles est à nouveau composée d'une « infinité de demeures »,. L'auteur utilise une double image : l'âme se déplace à l'intérieur des demeures du château, mais ce château est (également) constitué par l'âme elle-même. Le livre ne traite « que des relations de l'âme avec son Dieu, et surtout de ce que Dieu opère surnaturellement dans l'âme ».
En plus de ces deux images principales (le château ou le diamant), Thérèse utilise de nombreuses images et allégories champêtres pour illustrer ses explications mystiques (comme le ver à soie et sa métamorphose en papillon lorsqu'elle parle de l'oraison).

### Structuration de l'œuvre
L’œuvre est découpée en sept parties principales : les sept demeures.
Chaque partie (demeure) est découpée en deux à quatre chapitres, à l'exception de la seconde demeure (1 seul chapitre), et de la sixième demeure (11 chapitres).
Pour le père Mas Arrondo Antonio, chaque demeure est constituée, dans l'écrit thérésien, de cinq appartements :
- Dieu
- Jésus-Christ
- une forme d'oraison
- une transformation personnelle
- un type d’œuvre ou une activité

Pour lui, ces cinq aspects essentiels de la relation à Dieu sont présents « de la première à la dernière page » [de son œuvre].

### Le fil conducteur
Pour cheminer dans le château et avancer jusqu'à la pièce centrale, la carmélite va donner comme outil et fil conducteur l'oraison. Ainsi, dès la première demeure, elle affirme : « Autant que je peux le comprendre, la porte par où l’on entre dans ce château, c’est l’oraison et la considération. Ici, je ne distingue pas l’oraison mentale de l’oraison vocale, car, pour qu’il y ait oraison, il faut qu’il y ait considération. En effet, une oraison où l’on ne considère pas à qui l’on s’adresse, ce que l’on demande, ce que l’on est et la dignité de celui à qui l’on parle, ne peut, à mon avis, s’appeler oraison, bien qu’on y remue beaucoup les lèvres ». Tout au long du cheminement, Thérèse va proposer et décrire les différentes formes d'oraison que le progressant va rencontrer et mettre en œuvre. Pour nourrir cette oraison et expliquer les étapes, Thérèse s'appuie aussi grandement sur la Bible, le Nouveau Testament comme l'Ancien Testament dont elle reprend des passages et des personnages pour illustrer ses propos.
Régulièrement, Thérèse insiste sur l'importance de la personne du Christ, de la méditation sur son humanité et sur sa Passion pour cheminer (dans le château et vers Dieu).
Au cours de son cheminement, Thérèse insiste également sur différents points doctrinaux qu'elle va parfois développer : 
- la grandeur, la dignité et la beauté de l’âme humaine
- la présence totale, naturelle et surnaturelle de Dieu dans l'âme (de tous les hommes):
- la prise de conscience (de Thérèse) de la diversité des âmes
- que chaque homme (et femme) est appelé à faire sa demeure en Dieu, que tout homme est appelé (par Dieu) à être vraiment spirituel
- tout en étant pleinement réaliste (sur nos faiblesses et pauvretés), Thérèse invite le lecteur à « ne pas rester un nain », et œuvrer pour devenir un saint.
- ne pas mettre de limites aux œuvres de Dieu (pas d'auto-censure).

Pour Didier-Marie Golay, l'ensemble de l’œuvre s'appuie sur trois citations bibliques :
- Dieu nous a fait « à son image et à sa ressemblance » (Gn 1,26)
- Dieu prend « ses délices parmi les enfants des hommes » (Pr 8,31)
- il y a de nombreuses demeures dans le ciel (Jn 14,2)

enfin, même si le texte de la lettre de saint Paul aux Galates « ce n'est plus moi qui vis, c'est le Christ qui vit en moi » (Ga 2,20) n'est pas cité dans le livre, Didier-Marie Golay estime qu'il sous-tend tout le parcours du cheminement proposé.

### Un chemin de transformation
Les exégètes chrétiens estiment qu'un « point fondamental » de la doctrine proposée par Thérèse consiste en un « épanouissement spirituel » avec la « mise en conformité de sa vie avec la vie de Jésus souffrant pour nous, jusqu'à la mort sur la croix ». Ils ajoutent que le second précepte thérésien est l'amour du prochain. Or, « l'amour n'est jamais oisif » : ce qui amène le chrétien à agir et grandir en charité.
Pour le père Mas Arrondo Antonio, ce chemin de transformation amène le fidèle à habiter progressivement les différentes demeures du château, ce qui ne l'empêche pas de visiter les différentes demeures dans des ordres différents. Pour le père Arrondo, la visite d'une demeure est différente de « vivre dans une demeure », car il est nécessaire « d'assumer, penser, vivre certains aspects des premières demeures » pour avancer dans les suivantes, sinon, le chrétien est bloqué dans son cheminement. Cela n'empêche pas (pour le père Arrondo) de vivre certaines expériences, pouvant être longues, des demeures suivantes.
Enfin il insiste sur la « vertu d'humilité » qui est pour lui un élément fondamental ; il ajoute « nous sommes le château habité par Jésus-Christ, nous devons l'appeler, il nous ouvre et nous guide. Nous devons nous laisser conduire : là est le secret ». Il conclut : « à l'être humain il est demandé de collaborer, et de ne pas se fermer à la grâce de Dieu ».
Thérèse indique comme signe visible de son cheminement (intérieur), une croissance dans l'humilité, un amour mutuel (la charité fraternelle) plus fort. Elle conseille « d'offrir intérieurement et extérieurement à Notre Seigneur le sacrifice qui est en notre pouvoir. ». Ce cheminement se fait dans l'amour, et Thérèse en fixe le cadre : « Aimer, c'est être fortement résolu à contenter Dieu ; c'est faire tous ses efforts pour ne pas l’offenser, c'est prier pour la gloire et l'honneur de Dieu », et elle ajoute : « quand on aime dans l'union d'amour, on ne sait comment on aime, ni ce que l'on aime, ni ce que l'on désire ».
Si une partie du chemin se fait à l'initiative du fidèle (les trois premières demeures), le reste du chemin se fait (d'après Thérèse) à l'initiative de Dieu. Thérèse indique que les grâces reçues (de Dieu) sur ce chemin, doivent entrainer un changement profond de l'être. Elle écrit : « C'est aux effets produits que l'on reconnait les véritables grâces de l'oraison » (force aux vertus, joie à l'âme, humilité, zèle de l'âme, ferveur, abandon à la volonté de Dieu).
L'objectif thérésien est élevé, et Thérèse d'interroger ses religieuses dans son écrit : « Quelle est, mes filles, la volonté du Seigneur ? Que vous soyez parfaites. ».
Le dominicain Alain Quilici abonde dans son sens et déclare : « le projet de Dieu est que chacune de ses créatures humaines créées à sa ressemblance, atteigne cette perfection, la grâce aidant. Il sait que chacune peut atteindre cette perfection, puisqu'il ne s'agit que de laisser Dieu faire son œuvre, et c'est une œuvre de restauration de son image dans la créature défigurée ».
Mais, pour de nombreux commentateurs, le danger serait de chercher à « s'évaluer », à « trouver sa position dans le château » à l'aide de l'ouvrage. Ce serait alors un « non-sens » car cela reviendrait à porter son regard « sur soi-même au lieu du Christ », et donc de retomber dans « les douves du château »,.

### Présentation des demeures
Si le château est découpé en sept demeures, chacune d'elles est composée d'une « multitude » de demeures. C'est pourquoi nous utilisons parfois le pluriel pour parler « d'une demeure »
Thérèse décrit le château intérieur de la façon suivante, :
- A l'extérieur du « château » se trouvent les âmes qui ignorent Dieu, qui sont incapables « d'entrer en elle-même », qui ne cherchent pas « à entrer dans le château ».
- 1re Demeure(s) (deux chapitres) : ces demeures sont habitées par les personnes « qui ont des désirs de perfection mais qui sont encore prises dans les préoccupations du monde ». L’âme y découvre le mystère du mal et du péché qui consiste, de la part du démon, « à refroidir l’amour et la charité des unes envers les autres ». Thérèse y dénonce également ici « les zèles (spirituels) intempestifs » qu'elle considère comme une ruse du démon.
- 2e Demeure(s) (un unique chapitre) : dans ces demeures se trouvent les personnes « qui ont une grande détermination de vivre dans la grâce et qui s’adonnent par conséquent à l’oraison et à quelque mortification bien qu’avec beaucoup de tentations de ne pas abandonner totalement le monde ». Thérèse met l’accent sur la vertu de persévérance dans l’oraison, car « si mollement que vous vouliez la pratiquer, Dieu en fait grand cas ». Thérèse ajoute que l’aide spirituelle peut venir de « voix et d’appels » tels que des paroles de gens de bien, des sermons, de bonnes lectures, mais aussi des maladies ou des épreuves.
- 3e Demeure(s) (deux chapitres) : dans ces demeures se trouvent ceux « qui pratiquent la vertu et l’oraison mais en y mettant un amour dissimulé d’elles-mêmes. Ces personnes ont besoin de développer l’humilité et l’obéissance ». Thérèse prévient que les sécheresses spirituelles, qui tarissent l'oraison, doivent être une école d’humilité et non d’inquiétude. Elle ajoute que cette humilité consiste à accepter cette épreuve et « à soumettre en tout notre volonté à celle de Dieu ».
- 4e Demeure(s) (trois chapitres) : dans ces demeures débutent « des choses surnaturelles : l’oraison de quiétude et un début d’union. D'après Thérèse, les fruits de ces grâces ne sont pas encore permanents ; pour continuer, ces âmes doivent fuir le monde et les occasions de chute ». À partir de ce point l'âme commence à « respirer Dieu ». « Comme à présent ces demeures sont plus proches du lieu où se tient le Roi, grande est leur beauté ». Thérèse fait la distinction entre les joies naturelles et bénéfiques qui « ont leur source en nous et aboutissent à Dieu » et « la jouissance (spirituelle) qui a sa source en Dieu ». Ce vocabulaire prépare à la notion d’union mystique.
- 5e Demeure(s) (quatre chapitres) : dans ces demeures débute déjà « une pleine vie mystique avec l’oraison d’union (qui est une grâce surnaturelle) ». Thérèse indique que Dieu la donne quand il veut et comme il veut, bien que l’âme puisse s’y préparer (Dieu vient « visiter l'âme »). Elle ajoute que la fidélité est grandement nécessaire pour continuer (le chemin). Elle explique que Dieu vient s'unir à l'âme dans l'oraison : « Sa Majesté elle-même est notre demeure dans cette oraison d’union dont nous sommes, nous, les ouvrières ». Et plus loin : « Oh, Seigneur, quelles épreuves nouvelles attendent cette âme ! Qui aurait dit cela après une aussi haute faveur ? Enfin, bref, d’une manière ou d’une autre, il y a forcément une croix à porter tant que nous vivons ». Pour Thérèse, les signes que cette union est véritable sont les suivants : 
  - que l'union soit totale
  - que ne manque pas la certitude de la présence de Dieu
  - et que se produisent les tribulations et les souffrances dans lesquelles le fidèle prouve son amour pour Dieu.

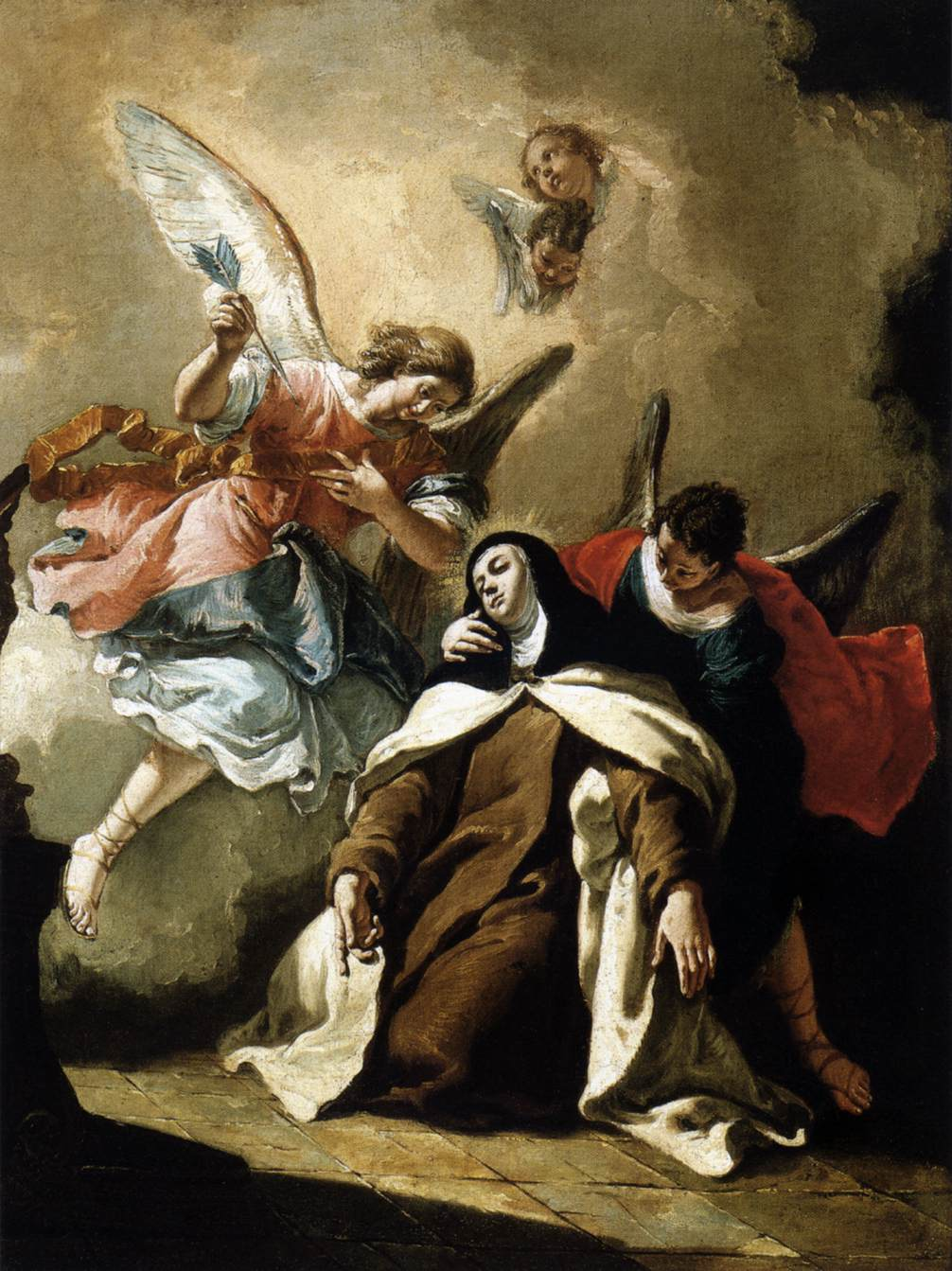
L'extase de sainte Thérèse, Francesco Fontebasso (XVIII).

- 6e Demeure(s) (11 chapitres) : dans ces demeures, le fidèle parvient « à une grande purification intérieure de l’âme et parmi les grâces totalement surnaturelles qui y sont données, se trouvent les locutions, les extases, etc. Un grand zèle pour le salut des âmes qui conduit à abandonner sa solitude. La contemplation de l’humanité du Christ est nécessaire pour arriver aux derniers degrés de la vie mystique ». On parle alors de « fiançailles mystiques ». Mais Thérèse d'ajouter qu'« à mesure que le Seigneur accorde de plus hautes faveurs, les épreuves se font plus rudes ». Ainsi, d'après Thérèse, l’âme va éprouver toutes sortes d’épreuves intérieures et extérieures avant d’entrer dans la septième demeure : persiflage ou éloges excessifs, très graves maladies sans compter les peines intérieures. Mais pour Thérèse, certains signes indubitables vont montrer que l’âme a bien expérimenté l’oraison d’union : d’abord la charge de puissance et d’autorité des mots entendus, ensuite la grande quiétude qui demeure en l’âme, enfin la persistance de ces paroles qui ne s’effacent jamais.
- 7e Demeure(s) (4 chapitres) : ces demeures sont « le sommet de la vie spirituelle : c'est le mariage spirituel ». Thérèse indique que le fidèle y reçoit la grâce du mariage spirituel et une intime communication avec la Trinité « d’où surgit spontanément une grande paix dans laquelle vit l’âme, tout en étant active et contemplative en même temps. Une contemplation qui n’est pas subjective mais qui transcende l’homme en le faisant s’oublier et se livrer au Christ et à l’Église. ». Pour Thérèse, l'âme reçoit la révélation du Mystère de la Très Sainte Trinité : « L’âme comprend avec une absolue certitude que ces trois personnes distinctes sont une seule substance, un seul pouvoir, un seul savoir et un seul Dieu. [...] L’âme voit de toute évidence qu’elle abrite ces trois Personnes en son sein, tout à fait à l’intérieur, au plus profond, sans pouvoir dire, par manque d’instruction, comment elle ressent en elle cette divine compagnie ».

## Influence de l’œuvre
Cette œuvre qui est la dernière écrite par Thérèse est considérée comme son œuvre majeure : elle résume et synthétise tous les enseignements spirituels que la carmélite a dispensés dans ses précédents ouvrages. Ainsi, lors de son procès en Doctorat (pour être déclarée docteur de l'Église), dans le réquisitoire de son avocat, celui-ci déclare :« [Le livres des demeures] est la plus importante œuvre thérésienne et même, selon certains, de toute la mystique chrétienne ».
D'après le père Arrondo, le Château Intérieur « synthétise toute l'expérience et les réflexions passées de Thérèse, et il offre un itinéraire spirituel en sept étapes pour ceux qui désirent s'approcher de Dieu et de Jésus-Christ ». Le père Marie-Eugène de l'Enfant-Jésus qualifie cet ouvrage de « chef-d’œuvre de Thérèse d'Avila ». Il ajoute que le Château intérieur donne le processus complet de l’ascension de l'âme. Dans son propre ouvrage Je veux voir Dieu, le père Marie-Eugène reprend comme trame le cheminement proposé par Thérèse, qu'il cite abondamment (le Château intérieur est l'ouvrage le plus cité dans son livre).
En 2012, l'ensemble de l’œuvre littéraire thérésienne (dont le Château intérieur) entre dans la collection de la Pléiade, reconnaissant ainsi sa qualité littéraire.
Publié seul ou avec ses autres œuvres, l'ouvrage est régulièrement réédité depuis quatre siècles et il est disponible chez de nombreux éditeurs.

### Articles liés
- Thérèse d'Avila
- Le Chemin de Perfection
- La Montée du Carmel
- La Nuit obscure (livre)